# María Jesús Almazor
María Jesús Almazor Marsal (Barcelona, 1970) es una ingeniera de telecomunicaciones y CEO  española, jefa ejecutiva  de Cloud and Ciberseguridad de Telefónica Tech.

## Biografía
Es graduada en Ingeniería de Telecomunicaciones por la Universidad Politécnica de Cataluña en 1994. Es una apasionada del deporte y del mar. La pasión por las tecnologías fue lo que la llevó a estudiar Ingeniería de Telecomunicaciones. La asignatura que más le gustó fue la de comunicaciones móviles. Tuvo la gran suerte de tener su primer teléfono móvil cuando todavía no existía el GSM.

### Trayectoria laboral
Ha viajado por toda la geografía española desde que empezó a trabajar nada más graduarse. Desarrolló toda su carrera profesional en Telefónica. Empezó en Madrid y luego pasó a ser la responsable en Cataluña del despliegue de la red de móvil. A partir de ahí cada tres años más o menos ha ido cambiando de actividad, y en 2006 comenzó a llevar la división de operaciones del territorio norte, luego del sur, donde trabajó como responsable de la creación de red, la provisión y el mantenimiento de la red fija y móvil del Territorio Sur y en 2012 como directora de operaciones del territorio sur.  En 2001 pasó a ser consejera delegada, y en 2021 CEO, jefa ejecutiva de Cloud y Ciberseguridad de Telefónica Tech.

## Premios y reconocimientos
- 2019 "Top 100 Mujeres Líderes en España" en categoría de alta dirección.[13][14]
- 2020 Premio Roma.[15][3]
- 2021 Premio "Mujer y empresa capital".[16]
- 2022 Premio Stem de Innovación sector privado como Mujer Referente.[17]